# Дебрыштица
Дебрыштица (болг. Дебръщица) — село в Болгарии. Находится в Пазарджикской области, входит в общину Пазарджик. Население составляет 967 человек.

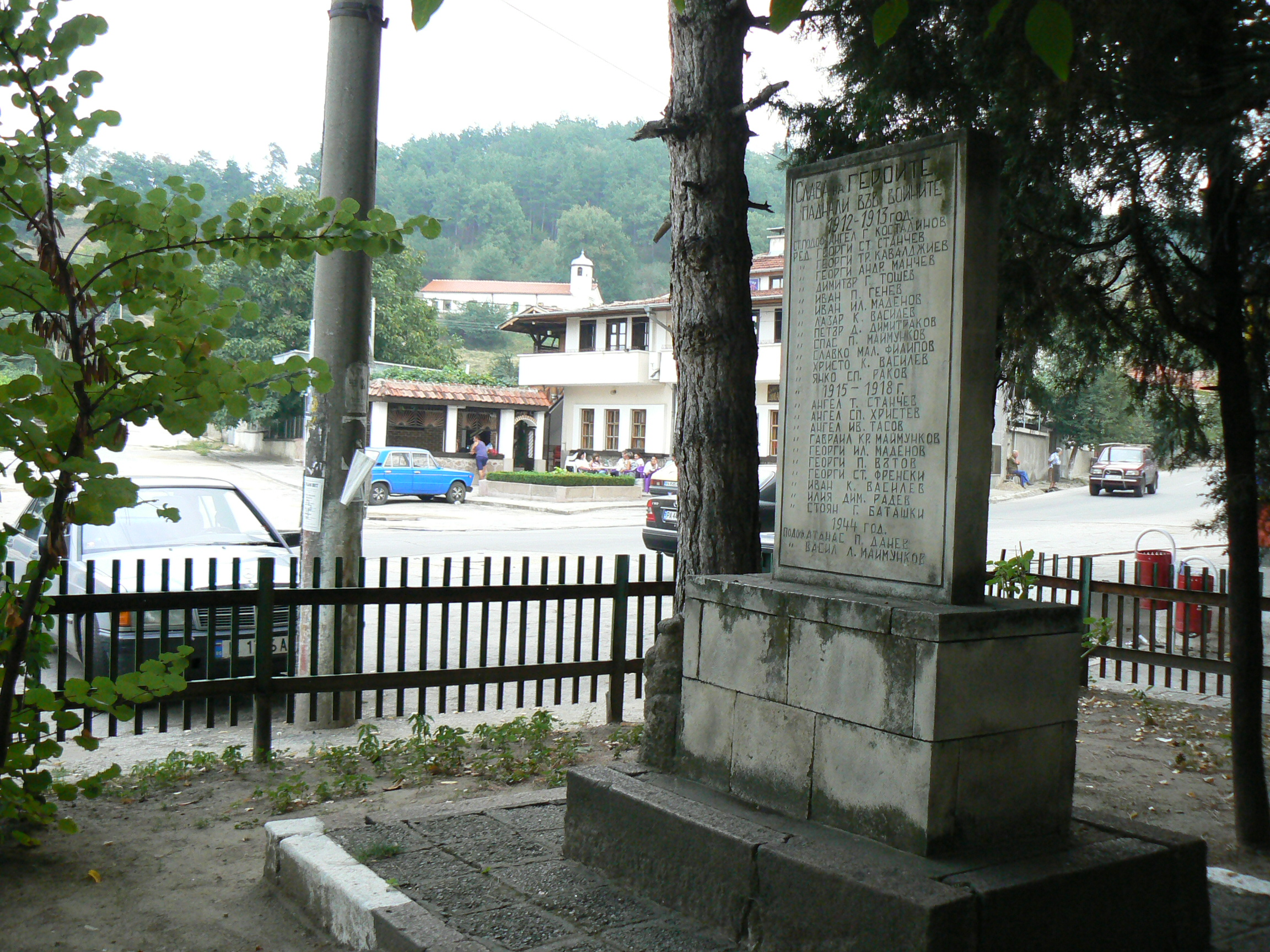

## Политическая ситуация
В местном кметстве Дебрыштица, в состав которого входит Дебрыштица, должность кмета (старосты) исполняет Латинка Василева Вылчева (коалиция в составе 3 партий: ВМРО — Болгарское национальное движение, Союз свободной демократии (ССД), Демократы за сильную Болгарию (ДСБ)) по результатам выборов правления кметства 2007 года.
Кмет (мэр) общины Пазарджик — Тодор Димитров Попов (независимый) по результатам выборов 2007 года в правление общины.